# Škoda Superb (1934)
La Škoda Superb era un'automobile di lusso prodotta da Škoda Auto prima della seconda guerra mondiale, mentre la produzione in tempo di guerra venne paralizzata, poiché le fabbriche vennero confiscate dal regime nazista, anche se alcuni modelli vennero prodotti per il personale militare. La produzione del modello riprese poi dopo la guerra per continuare fino al 1949.
Il modello non ebbe alcun erede diretto ma, come in altri casi sia di questa che di altre case automobilistiche, il nome della vettura è stato ripreso a fini di marketing nel 2001 per la produzione della nuova Superb.

## I modelli
- Superb tipo 640: il primo motore utilizzato nella Superb era un sei cilindri con una cilindrata di 2.492 cm³. Aveva una frizione a secco e un cambio manuale a quattro marce con sincronizzatore di cambio tra 3ª e 4ª marcia. La vettura era disponibile con 4 o 6 posti. Il telaio pesava 1.130 kg mentre l'intera vettura pesava 1.680 kg. Di questo tipo furono prodotte due versioni.
- Superb tipo 902: questo modello fu introdotto nel 1936, per competere con la Tipo 77 prodotta dalla Tatra, che aveva un motore V8. La Superb Tipo 902 aveva una carrozzeria più arrotondata e un frontale che ricordava i modelli più piccoli della Škoda Popular e Rapid. La cilindrata del motore fu ampliata a 2.703 cm³ e venne introdotto un nuovo cambio con scatola in alluminio. La Superb Tipo 902 era disponibile come berlina a quattro o sei posti e come cabriolet a due porte.
- Superb tipo 913: questo modello fu introdotto nell'ottobre del 1936. La parte anteriore della vettura venne ridisegnata e la cilindrata del motore nuovamente ampliata a 2.914 cm³. Era disponibile in quattro versioni base: una limousine di sei o sette posti, una berlina a cinque posti e una versione a due porte e cinque posti. Vi erano poi altre versioni meno comuni come la cabriolet a due porte, le versioni autoambulanza, furgone e pick-up. La produzione di questo modello terminò nel febbraio 1939.
- Superb tipo 924 (OHV): il primo prototipo di tale modello era stato costruito nel 1937, tuttavia non entrò produzione prima del 1939. La Superb tipo 924 aveva un nuovo motore a 6 cilindri e quattro tempi, 3137 cm³ di cilindrata e 85 CV (62,6 kW) ed un cambio a 4 marce. Tale modello presentava inoltre un passo allungato ed una carrozzeria più corta e arrotondata. La tipo 924 era caratterizzata dall'avere la ruota di scorta dietro i parafanghi anteriori. La versione più comune della tipo 924 era la limousine a sei posti, in cui la fila centrale di sedili poteva essere piegata, permettendo ai passeggeri posteriori di avere più spazio. Dopo la guerra, la produzione della Superb tipo 924 Superb continuò finò 1948, con 60 berline e 100 vetture scoperte costruite, alcune delle quali in una lussuosa versione destinata per le parate. Ufficialmente, tali auto furono tutte consegnate al Ministero dell'Interno cecoslovacco.
- Superb tipo 952 e 956 (3000): nel 1941-1943 la Škoda produsse una versione militare del tipo 924 per la Wehrmacht ed i suoi alleati nazisti. La produzione, che avveniva nella Boemia occupata dai nazisti, iniziò con una versione a trazione posteriore chiamata Tipo 952 e culminò, per breve tempo, con il modello a trazione integrale chiamato Tipo 956. Ci furono tre versioni militari disponibili: Kfz 21, una cabriolet di lusso utilizzata da alti funzionari come il generale Heinz Guderian e il feldmaresciallo Erwin Rommel (100 modelli realizzati), la Kfz 15 (1.600 modelli prodotti) e una ambulanza militare (30 modelli prodotti).
- Superb tipo 919 (4000): tale modello, conosciuto anche come Superb 4000, fu introdotto nel 1939. Questo modello aveva una lunghezza di 5.700 mm, una trasmissione a trazione posteriore, un motore con 3991 cm³ di cilindrata e 96 cv (70,7 kW). La Superb 4000 fu inoltre la prima auto di serie della società ad utilizzare un motore V8. A differenza dei precedenti modelli a sei cilindri, il V8 aveva tre ingranaggi, con seconda e terza marcia avente synchromesh montati. Di questo modello ne furono prodotti solo dodici esemplari.